# Музіка
«Му́зіка» — другий студійний альбом українського рок-гурту «Воплі Відоплясова», який вийшов 1997 року.
Альбом записано 1996 року, коли «ВВ» вирішили повернутися з Франції, де гурт перебував з початку дев'яностих років. Інструментальні партії записано в Києві, але більшу їх частину перезаписали в Парижі два лідери гурту — співак Олег Скрипка та бас-гітарист Сашко Піпа. Контракт на видання альбому підписали з російською компанією «Gala Records», вона ж знімала кліпи та розповсюджувала компакт-диски. На пісню «Весна» на «Мосфільмі» зняли відеокліп, який потрапив в активну ротацію на українських каналах та російському MTV.
Платівка, що поєднувала класичний рок з українськими народними піснями та була записана на професійній закордонній студії, принесла «ВВ» велику популярність в пострадянських країнах. 1997 року на фестивалі «Таврійські ігри» «Воплі Відоплясова» визнали українським рок-гуртом року, а «Весну» — найкращою піснею та відеокліпом року.
Альбом «Музіка» вважається одним з головних альбомів незалежної України, а пісня «Весна» — одним з найвідоміших українських хітів.   

## Історія створення

### Повернення «ВВ» до України
Український рок-гурт «Воплі Відоплясова» створено в середині 1980-х років у Києві. Його засновниками стали студенти КПІ: Олег Скрипка й Олександр Піпа. У 1986 році вони вперше зібралися в гуртожитку, долучивши гітариста Юрія Здоренка, та почали працювати над власним репертуаром. Свій перший магнітоальбом колектив записав удома в Здоренка, а за рік — восени 1987 року — гурт отримав назву «Воплі Відоплясова», або просто «ВВ». До складу гурту додали барабанщика Сергія Сахна, і вони почали грати український панк-рок на місцевих фестивалях.
Після перемоги на «Першому Київському рок-параді» у «ВВ» з'явився продюсер Володимир Іванов, який просував гурт в Радянському Союзі та за його межами. 1988 року колектив вже грав у Польщі, а 1990 року — у Франції. 1991 року Скрипка та Піпа переїхали до Франції на постійне проживання, одружилися із француженками, і, попри зміни у складі (Здоренка та Сахна змінили місцеві музиканти Фелікс Ле Барс та Стефан Муфліє), продовжували грати український фолк-панк, використовуючи французькі державні програми підтримки радянської рок-музики. Проте після п'яти років перебування за кордоном із поодинокими виступами в Україні Олег Скрипка почав планувати повернення на батьківщину: він хотів більше виступати в Україні, а його шлюб з Марі Рібо розпався.

### Створення альбому
Разом із поверненням в Україну гурт вирішив записати новий альбом, який мав стати лише другою повноцінною роботою за десять років існування. Перша — видана 1994 року «Країна мрій» — вийшла обмеженим накладом, а решта записів «ВВ» або була створено без дозволу гурту, як-то вініл «Або-або» з концертним записом виступу у Франції, або записана без професійного обладнання, наприклад, магнітоальбом «Танці». Нова платівка мала поєднати як вже відомі пісні, зокрема, «Краков'як рок», так і нещодавно придумані композиції.
Записувався альбом у Києві, на студії «Комора», що біля ВДНГ. Скрипка згадував: «Альбом „Музіка“ ми писали в студії, що була запакована обладнанням наприкінці 70-х — на початку 80-х, тобто, це реально той рок-н-ролл, який грався в ті роки і на тому обладнанні: плівка, пульти. Все справжнє, рок-н-рольне, вкладена була ще та якість і той менталітет». Професійний мастеринг в Україні на той час був неможливим, тому для зведення альбому музиканти повернулися до Франції. Там з'ясувалося, що записаний матеріал був незадовільної якості (плівки виявилися дуже старими та бракованими), тому партії довелося перезаписувати. Фінальна версія «Музіки» була майже повністю записана в паризькій студії «Stakato», де раніше працював гурт Gipsy Kings. Скрипка співав і грав на баяні та гітарі; Піпа, окрім гри на бас-гітарі, програмував партії ударних на драм-машині. Щоб заощадити кошти на оренді студії, хлопці нелегально працювали вночі.

### Учасники запису

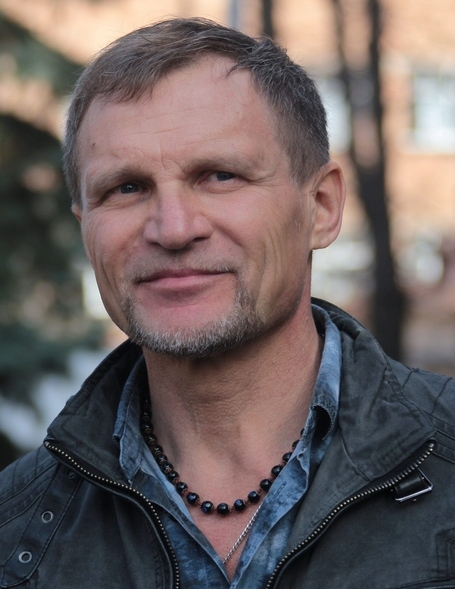
Олег Скрипка

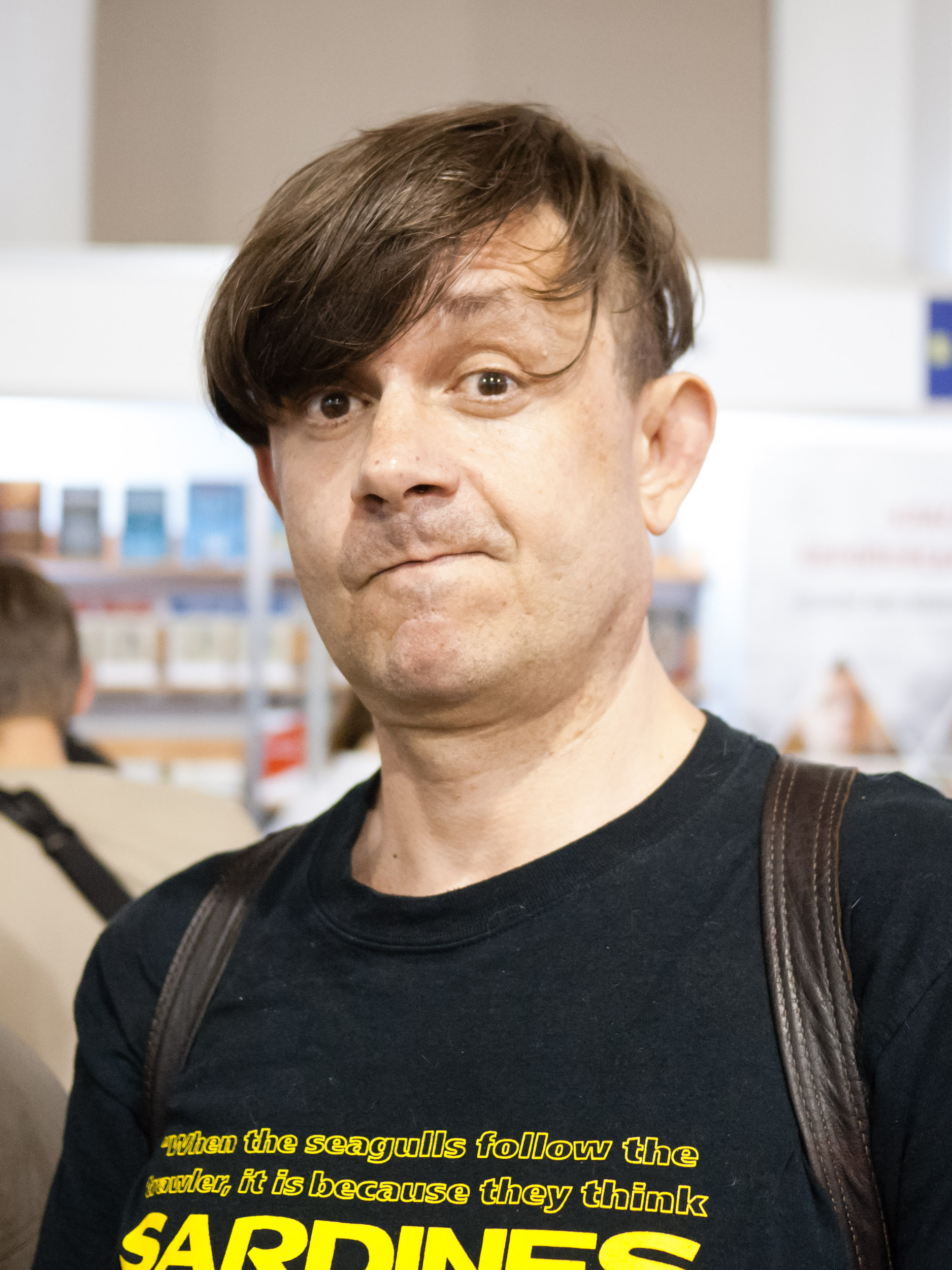
Олександр Піпа

У записі альбому брали участь:
- Олег Скрипка — вокал, гітара, баян, труба;
- Олександр Піпа — бас-гітара, підспівки, програмування барабанів;

- Юрій Здоренко — гітара;
- Сергій Попович — підспівки, гітара;
- Євген Нестеренко — підспівки;
- Борис Сезнець — підспівки, басовий барабан, малий барабан. хай-хет, віртуальний голос;
- Сільвен Сівет — малий барабан;
- Фарід Зеуан — саксофон;
- Белль Дю Беррі, Марі Ребо, Хлоя Бан, Веро Дерано, Валері Веріл — етнічний спів;
- Фарід Зеуан, Лоран Шміель, Гі Льорка — оркестрування;

- Сергій Попович, Влад Коломієць — запис альбому, студія «Комора», Київ;
- Борис Сезнець — зведення альбому, студія «Stakato», Париж[11].

### Вихід альбому
1996 року на компакт-дисках, надрукованих київською компанією «Машел», вийшла скорочена версія «Музіки». Її випуск профінансували бренди музичних інструментів Gibson та Epiphone. Як стверджується на сайті гурту, це був «перший український компакт-диск формату „single“, виданий групою на честь завершення „французького періоду“ і остаточного повернення на Батьківщину». До складу платівки увійшло лише п'ять композицій, зокрема коротка передмова, чільна пісня, а також композиції «Глибина», «Гей! Любо!» та «Весна». Разом з випуском синглу було знято відеокліп на пісню «Музіка».
Контракт на випуск повноцінного альбому було підписано з російським лейблом «Gala Records». За словами Олега Скрипки, «в ті часи, щоб нормально існувати в музичному просторі в Україні, треба було заходити через Москву, тому що з директиви з Москви запускалася музика і крутилася на наших ефірах». Представники «Gala Records» зобов'язалися не лише випустити чотири компакт-диски, але й зняти відеокліпи на пісні гурту. До нового складу «ВВ» крім Олега Скрипки та Сашка Піпи увійшли вже знайомий барабанщик Сергій Сахно та новий гітарист Євген Рогачевський (з гурту «Иіцкій Аун»), а саунд-продюсером гурту став Сергій Попович («Раббота ХО»). Хоча Рогачевський замінив Здоренка лише за добу до того, як треба було вирушати на концерти в Москву, але виявилося, що він був давнім фанатом «ВВ» та знав гітарні та вокальні партії до більшості їхніх пісень.

### Концертне турне
Офіційний реліз повноформатної «Музіки» відбувся в травні 1997 року. Презентація альбому відбулася в київському Палаці культури КПІ та збіглася з десятою річницею створення «ВВ». Окрім гурту, у концерті взяли участь Ансамбль пісні і танцю Збройних сил України та попспівак El Кравчук. За задумом фронтмена гурту, концерт мав бути сумішшю різних жанрів: панк-року, оркестрової та естрадної музики. El Кравчука на цьому концерті Скрипка порівнював зі своїм близнюком, бо вони мали схожі зачіски та обидва одягли «спортивки»: рок-зірка — червоні, а попзірка — сині. 
Після яскравого святкування ювілею гурт вирушив у масштабний концертний тур Україною, що отримав назву «Вічна весна». Шанувальники із радістю зустрічали повернення гурту із-за кордону, співаючи українські пісні навіть в переважно російськомовних регіонах. Перший для «ВВ» всеукраїнський тур складався з концертів у таких містах, як Луцьк, Чернівці, Вінниця, Одеса, Миколаїв, Донецьк, Кременчук, Полтава, Дніпро та інші, закінчившись у Києві. Організаторами турне стала агенція «Нова». Під час концертів не обійшлося без інцидентів: у Сімферополі фронтмен гурту побився з глядачем, а в Луганську зламав ногу. Попри це, тур в цілому пройшов успішно, дозволивши «ВВ» привернути увагу слухачів в Україні та за її межами до української рок-музики.
|                       | Потужний саунд — інколи надмірно голосний і жорсткі панківські рифи, «літаючий» по сцені Скрипка виявилися цілком прийнятними усіма — і дядями з животиками, і рейверською молоддю. Година програми «Вічної Весни» була побудована точно з огляду на драматургію. Олег Скрипка в турі демонстрував талант шоумена, причому, як кажуть, на рівному місці. Куплені ним в якихось місцевих кіосках хлопавки спрацьовували на концертах краще аніж уся дорога грін-греєвська піротехніка. Енергетика ВВ дійсно спроможна забезпечити нам з вами справжню Весну восени. |
| — Олександр Євтушенко | |

## Зміст альбому
|                                      | Добрий день, любий юначе. Ось тобі музіка. Це альбом групи ВВ, що проводить нас від форм знайомого до невідомого по хвилях м'яких чар у часи майбутні. Так ото у бон вояж, дорогий друже, у добрий шлях! |
| — Олег Скрипка, передмова до альбому | |

### Список пісень
| Сингл «Музіка» (1996)      | Сингл «Музіка» (1996)              | Сингл «Музіка» (1996) | Сингл «Музіка» (1996)       | Сингл «Музіка» (1996) |
| #                          | Назва                              | Автор слів            | Автор музики                | Тривалість            |
| -------------------------- | ---------------------------------- | --------------------- | --------------------------- | --------------------- |
| 1.                         | «Передмова» (Introduction)         |                       |                             | 0:14                  |
| 2.                         | «Музіка» (Muzika)                  | Олег Овчар            | Олег Скрипка                | 2:56                  |
| 3.                         | «Глибина» (Glybyna)                | Олег Скрипка          | Олег Скрипка                | 4:19                  |
| 4.                         | «Гей! Любо!» (Gey! Lubo! слухатиⓘ) | Олег Скрипка          | Юрій Здоренко, Олег Скрипка | 3:00                  |
| 5.                         | «Весна» (Vesna слухатиⓘ)           | Олег Скрипка          | Олег Скрипка                | 5:00                  |
| Загальна тривалість: 15:29 |                                    |                       |                             |                       |

| Альбом «Музіка» (1997)     | Альбом «Музіка» (1997)             | Альбом «Музіка» (1997) | Альбом «Музіка» (1997)      | Альбом «Музіка» (1997) |
| #                          | Назва                              | Автор слів             | Автор музики                | Тривалість             |
| -------------------------- | ---------------------------------- | ---------------------- | --------------------------- | ---------------------- |
| 1.                         | «Весна» (Vesna слухатиⓘ)           | Олег Скрипка           | Олег Скрипка                | 5:16                   |
| 2.                         | «Юра» (Youra)                      | Олег Скрипка           | Олег Скрипка                | 3:19                   |
| 3.                         | «Білі плями» (Billy pliamy)        | Олег Скрипка           | Олег Скрипка                | 3:00                   |
| 4.                         | «Музіка» (Muzika)                  | Олег Овчар             | Олег Скрипка                | 2:52                   |
| 5.                         | «Краков'як рок» (Krakowiak)        | Олег Скрипка           | Олег Скрипка                | 2:05                   |
| 6.                         | «Глибина» (Glybyna)                | Олег Скрипка           | Олег Скрипка                | 4:20                   |
| 7.                         | «Гармонія» (Harmonia)              | Олег Скрипка           | Олег Скрипка                | 2:50                   |
| 8.                         | «Гей! Любо!» (Hey! Lubo! слухатиⓘ) | Олег Скрипка           | Юрій Здоренко, Олег Скрипка | 3:00                   |
| 9.                         | «Боги» (Gods)                      | Олег Скрипка           | Олег Скрипка                | 3:04                   |
| 10.                        | «Галина» (Halina)                  | Олег Скрипка           | Олег Скрипка                | 2:46                   |
| 11.                        | «Їхали козаки» (Oї, ty Halu)       | народна пісня          | народна пісня               | 2:52                   |
| 12.                        | «Горіла сосна» (Gorila sosna)      | народна пісня          | народна пісня               | 2:59                   |
| Загальна тривалість: 38:23 |                                    |                        |                             |                        |

### Обкладинка
На обкладинці альбому зображено тривимірну стилізовану назву гурту «Vоплі Vідоплясова» на фоні пейзажу в кольорах українського прапору. Дизайнером обкладинки став Олександр Липатов, який в дев'яності роки оформлював альбоми рок-виконавців лейблу «Гала Рекордс», таких як «Монгол Шуудан», «Сектор Газа» або Найк Борзов. На відміну від поширеної асоціації, згідно з якою синьо-жовтий стяг символізує небо та пшеничне поле, небо на ілюстрації є жовтим, а поле — синім. На думку музичного оглядача Дмитра Урюпіна, латинські літери «V» в назві гурту мали підкреслювати європейський статус колективу. Перевидання «Музіки» 2017 року мало іншу обкладинку із великими літерами «V V» на схожому, інвертованому жовто-блакитному фоні. 
Наприкінці 2010-х років Олег Скрипка надав оригінальне пояснення кольорової схеми обкладинки: 
|                                                                                      | Тоді я не знав про концепцію. Набагато пізніше я прочитав, що насправді наш оригінальний прапор жовто-блакитний, тобто жовте нагорі і блакитне знизу, і по феншую, і по всіх стандартах це правильне сполучення кольорів... По недолугості чиновників прапор був два рази перевернутий: на початку 20 століття, а потім 1991 року цей неправильно перевернутий прапор був прийнятий, і із-за цього ми не можемо побудувати свою економіку. Це таке пояснення. Ну, воно метафізичне, але воно пояснення є... Я просто так для приколу перевернув. Я вам кажу, що я для приколу перевернув, але виявилося, що я дивився вперед в історію, і думаю, що пройде небагато років і ми будемо мати правильний прапор, який вже є в дизайні альбому «Музіка». |
| — Олег Скрипка, «Антологія. Український альбом» (Радіо Промінь, 27 грудня 2019 року) | |

### Музика та тексти
Головним хітом альбому стала пісня «Весна». Записана у Франції, вона описує ностальгію за батьківщиною, своєю лірикою відрізняючись від попередньої творчості гурту, яка носила більш іронічний характер. З музичного погляду вона також не була схожа на типовий для «ВВ» фолк, а більше походила на тогочасну західну музику. Олег Скрипка називав її «першим ритм-енд-блюзовим качем». Він також казав: «У „Весни“ проста форма. Я зрозумів гіпнотичність народної пісні, її трансовість. Люди виходили в поле та вводили себе в стан трансу, щоб не було важко працювати, і вони складали такі композиції. На сьогодні сучасна музика вся така. Я це якимось чином зрозумів ще тоді». Один зі співавторів пісні Сашко Піпа спочатку навіть відмовлявся визнавати, що мав до відношення до її створення, настільки вона відрізнялася від звичного йому панк-року. Постфактум цю пісню вважали однією з найважливіших для колективу не лише через популярність — за деякими підрахунками, «Весна» виконувалася наживо понад 1000 разів, на п'яти континентах, традиційно закінчуючи концерти «ВВ» — а й через її вплив на подальший музичний стиль гурту.
Пісні «Юра» та «Білі плями» були об'єднані космічною тематикою. Перша з них присвячена радянському космонавтові Юрію Гагаріну. Спочатку вона мала гумористичний характер із приспівом «Кока! Кола!», але після скарги компанії-виробника напою текст довелося змінити. Фінальний варіант композиції був створений за стандартами американської рок-музики, а її головним героєм став, за висловом Скрипки, «Ісус Христос XX століття». Своєю чергою, текст «Білих плям» ґрунтується на знайденому Юрієм Здоренком листі сільського хлопчика, який дивиться на зорі та мріє зустрітися з прибульцями. Космічна тема отримала несподіване продовження для музикантів «ВВ» в реальному житті. Спочатку «Музіка» стала одним з трьох предметів, разом з українським прапором та Конституцією, які з собою в космос взяв перший український космонавт Леонід Каденюк. Пізніше музикантам неодноразово робили подарунки, пов'язані з космосом: дві зірки в сузір'ї Близнят «назвали» «Воплі» та «Відоплясова», а український та білоруський фан-клуби гурту «подарували» «ВВ» дві ділянки на Місяці.
Пісні «Гей! Любо!», «Музіка» та «Краков'як рок» були вже добре відомі слухачам завдяки магнітоальбому «Танці», але мали нові аранжування. Чільна «Музіка» — перша пісня «ВВ», створена у «золотому складі», — починалася з розповіді про відчуття нудьги, проте закінчувалася запальними танцями. Сюрреалістичний «Краков'як рок» з іншим порядком куплетів, у порівнянні з оригінальним записом, вирізнявся незвичною манерою співу Скрипки, близькою до кривляння . Цю пісню — єдину в репертуарі «ВВ» із текстом суржиком, через що врешті-решт гурт перестав її грати на концертах — було створено на посиденьках вдома у Саші Піпи, під акомпанемент зазвичай швидкої лєтки-єнки з радянської грамофонної платівки, яку було відтворено на зменшеній швидкості. «Гей! Любо!» поєднує звучання баяна та важких гітар, повністю записаних Здоренком. Були на альбомі й спокійні мелодійні пісні, на кшталт «Гармонії», з акомпанементом на акустичній гітарі та образним текстом: «За горами, за лісами ходить, блудить різний зміст. Я дивлюсь телевізора, в його хвилях втрачаючись».
Попри те, що «ВВ» багатьма вважався фольклорним колективом, альбом містив лише дві народні пісні: прикінцеві «Їхали козаки» та «Горіла сосна». За словами Олега Скрипки, таке співвідношення рок-н-ролу, хардроку і панк-року з одного боку та декількох фольклорних пісень з іншого було типовим для гурту: «З фольком ми почали експериментувати після концерту 1988 року в Польщі. Виступ закінчився, ми пішли відзначати, я взявся за баян і давай грати українські народні пісні. Діаспору порвало, і я зрозумів, що ось вона, золота жила». «Їхали козаки»  окрім народних текстів містила вокальний програш, доданий Скрипкою між куплетами, щоб урізноманітнити пісню. Пізніше співак згадував, що за декілька років на Андріївському узвозі бачив вуличних музикантів, які виконували пісню із його авторською вставкою, після чого «зрозумів, як робиться народна музика». Завершальна «Горіла сосна» була записана за участі жіночого хору та лідерки колективу «Парі Комбо» Белль дю Беррі. Олег Скрипка вперше почув цю пісню від подруги Юрія Здоренка в Академмістечку, потім грав її на баяні, а в Парижі долучив французьких дівчат до української культури, коли в дев'яності грав у виставі Філіпа де Куфле: «Ми розучили з парижанками ніжний вальс „Горіла сосна“ — я писав їм транскрипцію, розповідав про Україну. І вони дуже гарно заспівали з таким французьким пом'якшеним „л“, як співають на Полтавщині. І коли я записував альбом, пісня вже була аранжована. Фольклористи, слухаючи його, донедавна думали, що це виконують українки».

### Відеокліпи
|                | В Україну я повертався через Москву. Ми домовилися із нашим тодішнім лейблом, що будемо знімати кліп на «Мосфільмі». Я хотів екранізувати пісню «Трава» — був певен, що це хітяра. Але дивлюся, москвичі щось мнуться: «Може, „Весну“?» — «Та ну! Це фольклорний прохідник, кому він потрібен?» — «І все-таки: може, „Весну“?» |
| — Олег Скрипка | |

Музичні відеокліпи відзнято на три композиції з альбому: «Музіка», «Весна» та «Горіла сосна». Саме з них розпочалася офіційна відеографія гурту, вперше опублікована 2007 року на DVD під назвою Video Collection. Кліп на чільну пісню «Музіка» вийшов ще 1996 року, разом з однойменним максісинглом, виданим компанією «Машел». В центрі сюжету відео — Олег Скрипка в ролі ведучого національного телебачення.
Другий кліп «Весна» було створено на кіностудії «Мосфільм» вже після підписання контракту з «Gala Records». Олег Скрипка пропонував іншу пісню, та його переконали зняти відео саме на «Весну». Режисером кліпу виступив Олександр Солоха, а оператором — Максим Осадчий. Костюм для зйомок — «червону водолазку та американські треніки» з секонд-хенду — Олег взяв із власного гардеробу, оскільки на студії його хотіли одягнути в шаровари, вишиванку та солом'яний бриль, коли ж сам музикант хотів мати більш сучасний вигляд. На думку Скрипки, попри чудову роботу оператора, матеріал змонтували погано, тому співак самостійно перемонтував кліп. У 1998 році «Весна» потрапила до ротації на російському музичному каналі MTV, ставши першою українською піснею в його етері.
На початку 2000-х років вийшов кліп «Горіла сосна», знятий режисером Євгеном Митрофановим та оператором Сергієм Тартишніковим. Відео стало заключною частиною трилогії, відзнятої влітку 1999 року в приморському селищі Лиманське Одеської області, до якої також увійшли кліпи на «День народження» та «Були на селі». За сценарієм, написаним самими музикантами «ВВ», під час весілля персонажа Олега Скрипки від необережно викинутого юнаками недопалка займається скирта сіна.

## Сприйняття

### Критичні відгуки
В рецензії, опублікованій в київському музичному журналі «Галас», сингл «Музіка» назвали найбільшим відкриттям 1996 року. В редакції відзначили високий рівень запису та зведення інструментів і, на противагу цьому, розкритикували низьку якість поліграфії, бо вкладиші до диска було надруковано «на туалетному, фігурально висловлюючись, папері». Вже тоді провідною композицією альбому, яка мала б стати «візитівкою та прапором другого пришестя гурту в Україну», називали не добре знайомі слухачам «Музіку», «Глибину» чи «Гей! Любо!» в оновлених аранжуваннях, а музичну новинку «ВВ» — «Весну».
Повноцінний альбом «Музіка» в газеті «Живий звук» (1997 рік) оцінили на чотири зірки з п'яти, назвавши справжнім подарунком для фанатів гурту, «який вже довгий час замість рідного сала жує французький сир». В журналі «АйДа!» (№ 6, липень 1997) зауважили, що Олег Скрипка, який провів багато років на чужині, зміг вміло поєднати фолк та рок-музику, подруживши народні мелодії із західною якістю звучання. В журналі «Матадор» (випуск 4-6, 1998 рік), що був друкованим відповідником однойменної телепрограми Костянтина Ернста, «Музіку» назвали «драйвовим панком з епізодичним застосуванням акордеона, саксофону, труби та стебними текстами на сільські мотиви», поставивши альбом на 23 позицію у хіт-параді. Нарешті, оглядач газети «Музичне життя» (№ 1, 1998 рік) Дмитро Урюпін відзначив, що альбом, який мав дві кульмінації (хітові «Весна» й «Юра» на початку та народні «Їхали козаки» й «Горіла сосна» у кінці), став не лише кращою роботою «ВВ», але й одним з найкращих релізів року, хоча «Воплі Відоплясова» і залишалися «неформатним» гуртом, який не так часто можна було побачити на телебаченні або почути на радіо.
У книзі «100 магнітоальбомів радянського року», що вийшла 1999 року, музичний журналіст Олександр Кушнір назвав «Музіку» дуже сильною платівкою, підібравши для неї наступний асоціативний ряд: «Ностальгія, ретро, фолк, ча-ча-ча, летка-єнка, „блюзи жахів“, шубі-дуба, „гуманізм-рок“».

### Нагороди та відзнаки
На фестивалі «Таврійські ігри» у 1997 році гурт отримав три «Золоті жар-птиці», поступившись за кількістю виходів на сцену лише Ірині Білик. Нагороду за кращу пісню та кращий відеокліп отримала композиція «Весна», а самих «ВВ» було визнано «Найкращою українською рок-групою». За словами журналіста «Українського тижня» Сергія Хариновича, «Весна» стала головним відкриттям року: «Пісня вкупі з мосфільмівським кліпом через сопредєльне ж государство зайшла на терени шоубізнесу українського й наробила фурору».
У 2012 році на першій церемонії вручення національної музичної премії «Yuna», яка охоплювала період з 1991 по 2011 роки, проходивши під гаслом «Україна — 20: кращі за 20 років», «ВВ» стали головними тріумфаторами вечора, отримавши три нагороди. «Музіку» було визнано переможцем у номінації «Найкращий альбом», а «Весна» стала першою у категоріях «Найкраща пісня» та «Найкращий відеокліп». 

## Історичне значення
«Музіка» вважається одним із найвизначніших альбомів незалежної України. 2016 року в інтернет-виданні Gazeta.ua він був визнаний другим за значущістю українським альбомом, поступившись лише «Най буде все як є…» рок-гурту «Плач Єремії». В київській газеті «День» «Музіку» внесли до списку «альбомів-легенд», що символізували зміни в суспільстві. На думку Олександра Євтушенка, через «незадовільну якість запису» ранніх альбомів «ВВ», «вигляд еталонної роботи гурту має альбом 1997 року „Музіка“ з безперечними хітами „Весна“, „Музіка“, „Гармонія“, „Глибина“, „Горіла сосна“ та інші». На сайті Karabas.Live зауважили, що якщо «Країною мрій» гурт лише відкривав для себе ринок України, то справжніми зірками їх зробила саме «Музіка». У російському виданні «Афиша Daily» «Музіку» внесли до списку «100 найкращих пострадянських альбомів», назвавши її головною українською платівкою, що з'явилася на вітчизняній рок-сцені ще до домінації «Океану Ельзи». У редакції так охарактеризували дебютну роботу «ВВ»: «Рухливий, іронічний, трохи грубий, хабалистий рок для галасливих танців під керівництвом шаленого Олега Скрипки. Його головна перевага — у переплетенні гітарного мейнстриму й етніки. Виявилося, що народна музика може бути озвучена сучасними інструментами та водночас не виглядати сумним лубочним шоу до Дня міста».
Самі «ВВ» теж надавали «Музіці» особливе значення, тому на честь двадцятиріччя альбому перевидали його на кольоровому вінілі на власному лейблі «Країна мрій». За словами Олега Скрипки, саме «Музіка» була обрана ними для перевидання, бо вона містить найвідомішу їхню пісня — «Весна». «Саме ця платівка стала нашим стартовим поштовхом. З „Музікою“ ми повернулися з Франції до України. Цей альбом вистрілив, допоміг мені і колективу вирішити, лишатися у Франції чи ні», — додав музикант.